# Benakovac
Benakovac (szerbül: Бенаковац) falu Bosznia-Hercegovinában, a Bosznia-hercegovinai Föderáció Una-Szanai kantonjában, Bosanska Krupa községben.

## Fekvése
Bosznia-Hercegovina északnyugati részén, Bihácstól légvonalban 34, közúton 45 km-re keletre, Bosanska Krupa központjától légvonalban 15, közúton 21 km-re délkeletre fekvő dombos, erdős területen, a Bosanska Krupáról Sanski Mostra menő főút mentén fekszik. A karsztfennsíkot, amelyen a falu fekszik a Grmeč-hegységtől egy alacsonyabb hegyvonulat választja el, melynek hegyei három kisebb medencét határolnak, a Ponort, a Vodicét és a Prisjekát. Ezek fölé a Bobića glavica (552 m) és Prisjeka (559 m) emelkedik. Főbb ívóvízforrásai a Gubinovac, a Dvostrukovac, a Mačkovac, a Ljeskovac és a Ponor. A falu a víznyelők körül házcsoportokra oszlik és több ház sorakozik a főút mentén is. A település alapvetően négy részre tagolódik: Bobića Glavica, Ponor, Prisjeka és Vodica.

## Népessége
| Nemzetiségi csoport | Népesség 1991 | Népesség 2013 |
| ------------------- | ------------- | ------------- |
| Szerb               | 225           | 32            |
| Bosnyák             | 0             | 0             |
| Horvát              | 0             | 0             |
| Jugoszláv           | 1             | 0             |
| Egyéb               | 3             | 3             |
| Összesen            | 229           | 35            |

## Története
A falu területe már az őskorban lakott volt. Határában a „Zaspa” nevű lelőhelyen egy történelem előtti, valószínűleg kulturális célokat szolgáló tumulus található. A részben földből, részben kőből épített halom átmérője mintegy 25 méter, magassága 6 méter körüli. Korát a szakemberek a bronzkorban, illetve a vaskorban határozták meg.
Benakovac aránylag újabb keletkezésű település. Turski Dubovikból és Podkalinjéből származó muszlimoknak voltak itt házaik. Az ortodoxok közül egyedül a Kotur családnak volt itt lakása. A többség az 1870-es évektől, az osztrák-magyar uraom kezdete előtt és után vándorolt be ide Dalmáciából és Likából. 1879-ben az első osztrák-magyar népszámlálás során a Bihácsi körzet Krupai járáshoz tartozó településnek 37 háztartása és 222 ortodox lakosa volt. 1910-ben a Krupai járáshoz tartozó településen összesen 70 háztartást és 498 ortodox, 2 muszlim és 1 római katolikus lakost találtak. A monarchia szétesésével 1918-ban előbb a Szerb-Horvát-Szlovén Királyság, majd 1929-től a Jugoszláv Királyság része. Jugoszlávia megszállása után a Független Horvát Állam (NDH) része lett. A második világháború után a szocialista Jugoszláviához tartozott. A daytoni békeszerződést követő területfelosztásnál Bosanska Krupa község részeként a Bosznia-Hercegovinai Föderáció területéhez került.

## Gazdaság
A helyi gazdaság alapja hagyományosan a mezőgazdaság és az állattenyésztés volt. Volt itt egy kisbolt, dohánybolt és egy szerelőműhely is. A 20. század első felében Amerikában is dolgoztak néhányan.

## Nevezetességei
- Szent Lázár fejedelem vértanú tiszteletére szentelt ortodox temploma

- Őskori tumulus a Zaspa lelőhelyen.[5]